# Декабрь 2017 года

Список событий декабря 2017 года.

## События
- 1 декабря
  - В Москве состоялась жеребьёвка финальной стадии чемпионата мира по футболу 2018[1].
  - В Москве начался 3 национальный чемпионат по профессиональному мастерству «Абилимпикс»[2].
  - Бывший советник президента США Дональда Трампа Майкл Флинн признал себя виновным в даче ложных показаний ФБР[3].
- 3 декабря
  - Братья Тайлер и Кэмерон Уинклвоссы оказались первыми людьми в мире, чей известный запас биткойнов превысил миллиард долларов[4].
- 4 декабря
  - Экс-президент Йемена Али Абдалла Салех погиб в результате нападения мятежников-хуситов[5].
  - Фотографа Даниила Ткаченко, получившего известность благодаря снимкам с горящими деревнями, заподозрили в уничтожении уникальной архангельской деревни Кучепалды[6].
- 5 декабря
  - Верховный суд США счёл законным указ президента Дональда Трампа, запрещающий въезд в страну гражданам Ирана, Чада, Ливии, Сомали, Сирии и Йемена[7].
  - В Анахайме (США) завершился Чемпионат мира по тяжёлой атлетике 2017[8].
  - Конституционный суд Австрии принял постановление, которое с 2019 года легализует однополые браки в Австрии[9].
  - Международный олимпийский комитет решил, что сборная России не сможет выступать под своим флагом на Олимпиаде-2018 в Южной Корее[10].
  - Украинская полиция задержала бывшего губернатора Одесской области Михаила Саакашвили, однако его сторонники силой освободили своего лидера из-под ареста[11].
- 6 декабря
  - Суд французского города Экс-ан-Прованс отказался арестовывать российского сенатора Сулеймана Керимова, подозреваемого в отмывании денег и уклонении от налогов, однако увеличил сумму залога с 5 до 40 миллионов евро[12].
  - Президент России Владимир Путин объявил о своем участии в выборах 2018 года[13].
  - В Финляндии состоялось празднование 100-летия провозглашения независимости[14].
  - Президент США Дональд Трамп заявил, что США официально признали Иерусалим столицей Израиля и поручил Госдепартаменту США подготовить физический перенос американского посольства из Тель-Авива в Иерусалим[15].
- 7 декабря
  - Нападающий мадридского «Реала» и сборной Португалии Криштиану Роналду получил пятую награду «Золотой мяч»[16].
  - Правительство Польши, возглавляемое Беатой Шидло, ушло в отставку[17].
- 8 декабря
  - Ливанская певица Хиба Таваджи стала первой женщиной-музыкантом, которой позволили выступить в Саудовской Аравии[18].
- 9 декабря
  - Ирак объявил о полном освобождении своей территории от боевиков Исламского государства[19].
- 11 декабря
  - Президент России прибыл на российскую авиабазу Хмеймим, где объявил о выводе из Сирии российской группировки войск[20].
  - Власти Саудовской Аравии заявили, что с марта 2018 года снимают 35-летний запрет на работу кинотеатров[21].
  - Президент США Дональд Трамп подписал распоряжение о возобновлении программы исследований Луны[22].
- 13 декабря
  - Национальный реестр кинофильмов США назвал очередные 25 фильмов, которые признали национальным достоянием, в список вошли такие киноленты, как «Титаник», «Супермен», «Крепкий орешек», а также мультфильм «Дамбо»[23].
  - Кандидат от демократов Даг Джонс одержал неожиданную победу на довыборах в сенат в консервативном южном штате Алабама, обойдя республиканца Роя Мура[24].
  - Спустя неделю после решения США признать Иерусалим, палестинское движение ХАМАС объявило о начале третьей интифады[25].
  - Международная организация по стандартизации приняла решение о признании черногорского языка и отделении его от сербского[26].
- 14 декабря
  - Федеральная комиссия по вопросам регулирования связи США с перевесом в один голос проголосовала за отмену принципа сетевого нейтралитета[27].
  - The Walt Disney Company объявил о покупке 21st Century Fox за 52,4 миллиарда долларов[28].
  - Смольнинский районный суд Санкт-Петербурга арестовал троих человек, которых следствие связывает с предполагаемыми подготовителями терактов, по словам Владимира Путина, информацию о готовящихся атаках российская сторона получила от ЦРУ[29].
- 15 декабря
  - Бывший министр экономического развития Алексей Улюкаев приговорен к восьми годам колонии и штрафу в 130 миллионов рублей[30].
  - Открыты первые экзопланеты методом глубокого машинного обучения[31].
  - Вышел фильм «Звёздные войны: Последние джедаи», занявший второе место в рейтинге фильмов, принесших наибольшую прибыль в Канаде и США в первые дни после премьеры[32].
- 16 декабря
  - Мадридский «Реал» выиграл клубный чемпионат мира, обыграв в финале бразильский «Гремио» со счётом 1:0[33].
- 18 декабря
  - Министерство обороны США опубликовало видео, на котором американские военные самолеты преследуют неопознанный летающий объект[34].
  - В штате Вашингтон скоростной пассажирский состав сошёл с рельсов, когда проходил по мосту над оживленным шоссе, 65 человек пострадали[35]
- 19 декабря
  - Директор ФСБ России Александр Бортников официально заявил о полной ликвидации бандподполья на Северном Кавказе. Окончание Второй Кавказской войны.
- 20 декабря
  - Генассамблея ООН осудила аннексию Крыма Россией и нарушение прав человека в регионе[36].
- 21 декабря
  - Еврокомиссия начала в отношении Польши активацию 7 статьи соглашения о ЕС, подразумевающую применение ряда санкций, причиной послужило то, что последние два года правящая партия Польши «Право и справедливость» приняла 13 законов, позволяющих правительству «систематически вмешиваться в процессы формирования, управления и функционирования» судебной системы[37][38].
  - Министры энергетики Эстонии, Латвии, Литвы и Польши на встрече в Брюсселе договорились о более активных шагах по интеграции электросетей стран Балтии с Евросоюзом и отсоединения тем самым от энергокольца БРЭЛЛ[39], Белоруссия также отказалась с 2018 покупать электроэнергию у России, так как считает предложенные условия невыгодными[40].
  - Минфин США ввёл санкции по «закону Магнитского» против Артёма Чайки, сына генпрокурора России Юрия Чайки, за день до этого в список был внесён глава Чечни Рамзан Кадыров[41][42].
  - У берегов Новой Британии найдена первая австралийская подводная лодка HMAS AE1, затонувшая 103 года назад[43].
- 22 декабря
  - Три партии, выступающие за независимость Каталонии, получили большинство — 70 из 135 мест — на выборах в местный парламент[44].
  - Власти Великобритании подтвердили, что в ходе Брексита будут возвращены классические синие британские паспорта, их выпуск назначен на октябрь 2019 года[45].
- 23 декабря
  - Выборы президента России:
    - КПРФ, вторая по величине парламентская партия в Государственной думе, неожиданно выдвинула в кандидаты Павла Грудинина вместо лидера партии Геннадия Зюганова[46].
    - Центральная избирательная комиссия приняла документы оппозиционера Алексея Навального, необходимые для регистрации кандидата на выборах[47].
- 24 декабря
  - Глава государства Перу Педро Кучински помиловал Альберто Фухимори, экс-президента Перу, который отбывал 25-летнее заключение за коррупцию и другие преступления[48].
  - В Китае самый крупный из современных самолётов-амфибий AVIC AG600 совершил свой первый полёт[49].
- 25 декабря
  - Гватемала стала второй после США страной, объявившей о переносе своего посольства из Тель-Авива в Иерусалим, признавая таким образом последний столицей Израиля[50].
- 26 декабря
  - В Либерии завершился второй тур президентских выборов, в котором за пост главы государства соревновались сенатор Джордж Веа и вице-президент Джозеф Боакай[51].
- 27 декабря
  - Вскоре после вывода на орбиту потеряна связь с запущенным с космодрома «Байконур» первым ангольским спутником «Ангосат-1»[52].
  - В магазине на Кондратьевском проспекте в Петербурге произошёл взрыв, от которого пострадали 13 человек. Президент РФ Владимир Путин назвал произошедшее терактом[53].
  - На линии разграничения в районе Горловки в Донецкой области произошёл самый масштабный за время конфликта на востоке Украины обмен пленными между украинской стороной и самопровозглашёнными республиками Донбасса[54].
- 28 декабря
  - Серия стихийных протестов началась в городах Ирана[55].
- 31 декабря
  - В пригороде Денвера в Хайглендс Ранч, из одного из домов на бульваре Колорадо, обстреляны прохожие и полицейские. Есть раненые[56][57].